# 베이먼

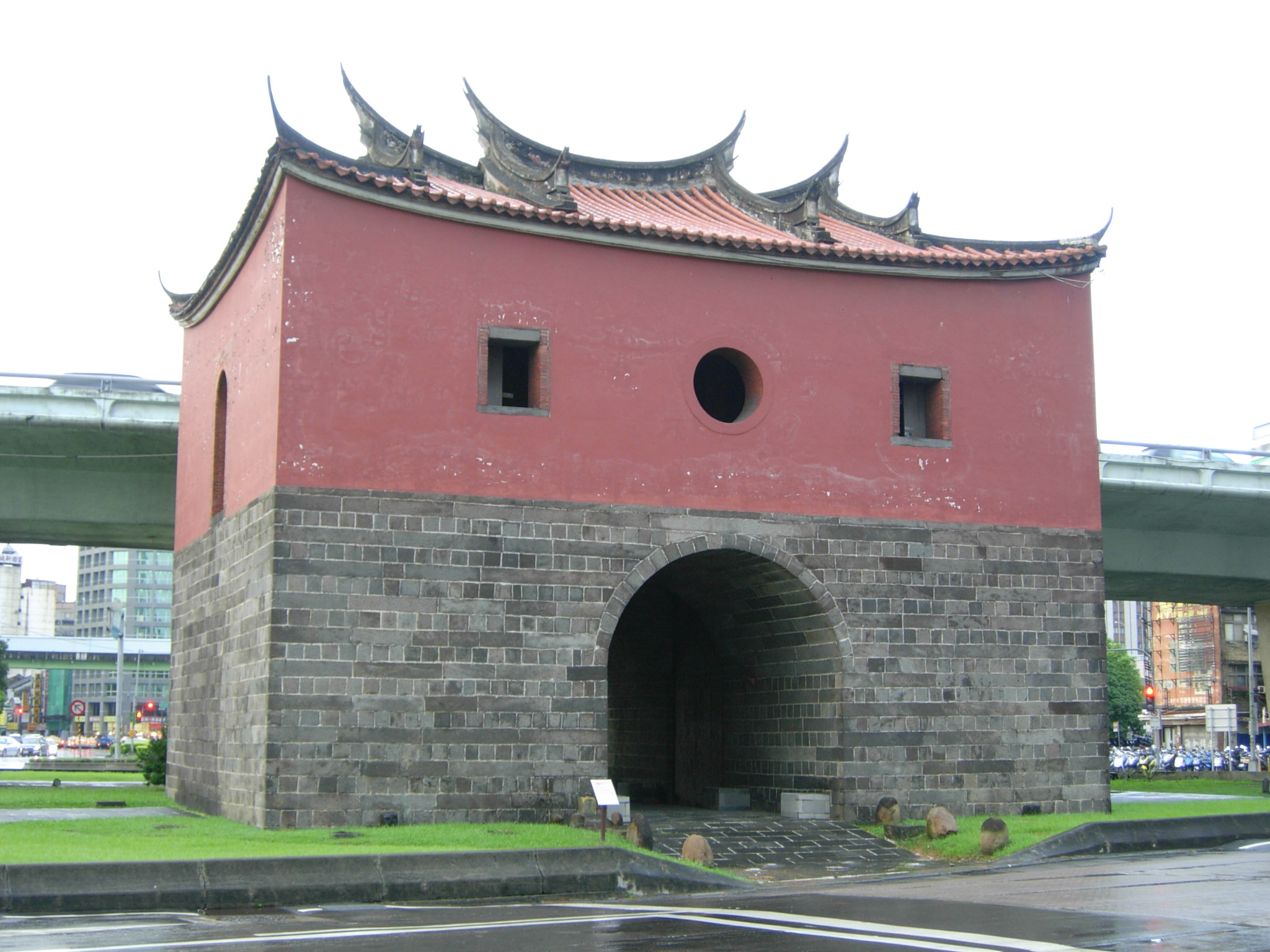
베이먼

청언먼(承恩門) 또는 베이먼(北門→북문)은 타이완 타이베이시 중정 구에 있는 성이다. 청나라 때만 해도 타이베이 옛 시가지를 성벽으로 둘러싼 5개의 문이 있었지만, 일본의 식민 통치 시대에 성벽과 시먼이라는 문이 파손됐고, 또 다른 문 3개는 중국 궁전식으로 개축되었다.

## 같이 보기
- 숭례문